# Шеридан (Колорадо)
Шеридан (енгл. Sheridan) град је у америчкој савезној држави Колорадо.

## Демографија
По попису из 2010. године број становника је 5.664, што је 64 (1,1%) становника више него 2000. године.
| Група             | 2000.         | 2010.         |
| Белци             | 3.427 (61,2%) | 2.933 (51,8%) |
| Афроамериканци    | 105 (1,9%)    | 161 (2,8%)    |
| Азијати           | 94 (1,7%)     | 97 (1,7%)     |
| Хиспаноамериканци | 1.821 (32,5%) | 2.293 (40,5%) |
| Укупно            | 5.600         | 5.664         |